# 타헤이야 카리오카
타헤이야 카리오카(아랍어: تحية كاريوكا, 영어: Taheyya Kariokka, 본명: 바다위야 타히아 무함마드 알리 엘네다니 카림(아랍어: بدوية تحية محمد علي النيداني كريم, 영어: Badawiya Tahia Muhammad Ali Elnedany Karim), 1915년 2월 22일 ~ 1999년 9월 20일)는 이집트의 벨리댄서, 배우이다.

## 생애
타헤이야 카리오카는 이집트 이스마일리아에서 무함마드 알리 엘네다니와 파트마 엘자하라 부부의 딸로 태어났으며 본명은 바다위야 엘네다니이다. 그의 아버지는 생전에 6번이나 결혼한 이력을 가진 보트 상인이었는데 그의 어머니가 20대 초반이던 당시에 60세 정도였다고 한다. 바다위야 엘네다니는 아버지가 사망한 이후에 겨우 말을 할 수 있었는데 자신의 이복 남동생인 아흐메드 알리 엘네다니와 함께 거주하게 된다. 바다위야 엘네다니는 아버지로부터 고문을 당하고 노예처럼 취급되어 쇠사슬에 묶여 있었다고 한다. 특히 아버지는 바다위야 엘네다니가 도망치려고 할 때마다 그를 붙잡은 다음에 고문을 가했고 머리를 깎는 형벌을 내렸다고 한다.
바다위야 엘네다니는 자신의 조카인 오스만 엘네다니의 도움으로 집에서 탈출하여 카이로로 피신했고 나이트클럽 소유주 겸 예술가인 수아드 마하센과 함께 지내게 된다. 바다위야 엘네다니는 수아드 마하센이 운영하던 나이트클럽에서 몇 번이나 취업을 요청했지만 수아드 마하센은 나이트클럽에서 일하는 것이 불성실하다는 이유로 고용을 거절했다. 그러나 수아드 마하센의 많은 동료들과 친구들은 수아드 마하센의 집을 여러 차례 방문함으로써 바다위야 엘네다니와의 친분을 쌓게 된다. 이들은 모두 수아드 마하센에게 바다위야 엘네다니를 합창단에 합류시켜서 공연에 참여할 것을 권했지만 바다위야 엘네다니는 계속 거절했다.
이집트의 가장 유명한 나이트클럽 가운데 하나였던 카지노 오페라의 주인인 바디아 마사브니는 바다위야 엘네다니를 처음 만났는데 바디아 마사브니는 바다위야 엘네다니에게 자신이 운영하던 극단에서 활동할 것을 제안했다. 바다위야 엘네다니는 바디아 마사브니의 제안을 받아들이면서 "타헤히야 무함마드"라는 예명을 사용하게 된다. 타헤이야 무함마드는 곧 솔로 댄서로 인기를 얻기 시작하면서 벨리댄스를 비롯한 각종 춤 장르에서 경력을 쌓게 된다. 타헤이야 무함마드는 당시 브라질에서 인기가 높았던 삼바 춤 장르인 카리오카를 배웠는데 나중에 "타헤이야 카리오카"라는 예명으로 알려지게 된다.
타헤이야 카리오카는 이집트 영화계에서 "황금 시대"라고 부르는 시기에 120편에 달하는 영화에 출연했고 재능을 가진 무용가, 가수, 배우로 여겨졌다. 특히 매력 있는 여자, 요부 역할을 맡으면서 "아랍 세계의 마릴린 먼로"라는 별칭을 얻게 된다. 1972년에 개봉된 소아드 호스니 주연의 이집트 영화 《주주를 조심하세요》에서는 조연을 맡았는데 현재까지 이집트 영화 역사상 최대 흥행작으로 여겨지고 있다.
타헤이야 카리오카는 생전에 17번 결혼했다. 그의 남편들 중에서는 배우인 루슈디 아바자, 극작가인 파예즈 할라와가 있었다. 또한 그들이 이혼하기 이전에 자신을 미국으로 데려갔던 미군 장교와도 결혼했다. 타헤이야 카리오카는 생전에 자식을 낳지 못했고 아티야트 알라라는 딸을 입양했다고 한다. 타헤이야는 동생의 자녀와도 많은 관계를 맺었고 나중에 영국 런던으로 이주하게 된다. 1999년 9월 20일에 이집트 카이로에서 심장마비로 인하여 향년 84세를 일기로 사망했다.